# Bonus (pallacanestro)
Nella pallacanestro, il bonus di una squadra viene esaurito quando la stessa commette 4 falli durante una frazione di gioco.

## Regolamentazione
Una volta esaurito il bonus, l'arbitro comminerà due tiri liberi per ogni fallo personale commesso dalla squadra (tranne nel caso in cui il fallo sia offensivo).
La suddetta regola tende ad avvantaggiare la squadra i cui giocatori commettono meno falli, ovvero praticano il gioco più corretto.